# Акілл
А́кілл (ірл. Acaill, Oileán Acla, англ. Achill Island /ˈækəl/) — найбільший серед ірландських островів, розташований на заході країни в графстві Мейо. Площа складає 148 кв. км, населення — 2594 особи. Акілл сполучений із основною частиною Ірландії мостом Майкла Девітта, що простягається між селами Акілл-Саунд і Полранні. Перший міст тут було збудовано 1887 року. Найдавніші поселення на острові з'явилися бл. 3000 року до н.е. 
Приблизно половина острова (включно із селами Акілл-Саунд і Бунакуррі) належать до ґелтахту (регіону, де традиційно розмовляють ірландською мовою), хоча переважно більшість населення острова використовує англійську для щоденного вжитку.